# Государственный долг США
Государственный долг США (англ. The United States government debt) — задолженность федерального правительства США перед своими кредиторами.
К государственному долгу США не относятся долги отдельных штатов (государств), корпораций или физических лиц, даже гарантированные государством, а также будущие обязательства перед получателями социальной помощи и здравоохранение. По оценкам ЦРУ, на 2017 год долг США находился на 34-м месте в мире с точки зрения его соотношения с ВВП. Соотношение государственного долга США к ВВП превысило 100% в 2013 году и с тех пор ни разу не опускалось ниже этого уровня.
По состоянию на апрель 2025 года госдолг США превышал $36,6 трлн., что составляло более 122 % ВВП США.

## История

### Историческая динамика долга
| Госдолг США по годам на 31 декабря | Госдолг США по годам на 31 декабря | Госдолг США по годам на 31 декабря | Госдолг США по годам на 31 декабря |
| Год                                | Госдолг США, млрд $                | ВВП, млрд $                        | Доля госдолга от ВВП, %            |
| ---------------------------------- | ---------------------------------- | ---------------------------------- | ---------------------------------- |
| 1910                               | 2,7                                | 33,2                               | 8,1                                |
| 1920                               | 26,0                               | 89,0                               | 29,2                               |
| 1930                               | 16,2                               | 98,4                               | 16,5                               |
| 1940                               | 50,7                               | 98,2                               | 51,6                               |
| 1950                               | 256,9                              | 279,0                              | 94,0                               |
| 1960                               | 290,5                              | 535,1                              | 54,3                               |
| 1970                               | 380,9                              | 1049,1                             | 36,3                               |
| 1980                               | 909,0                              | 2796,8                             | 32,5                               |
| 1990                               | 3206,3                             | 5914,6                             | 54,2                               |
| 2000                               | 5628,7                             | 10148,2                            | 55,5                               |
| 2010                               | 13 528,7                           | 14 798,5                           | 91,4                               |
| 2017                               | 20 164,0                           | 19 362,1                           | 104,1                              |
| 2020                               | 26 000,0                           | 20 600,0                           | 126,2                              |
| 2022                               | 31 000,0                           | 23 000,0                           | 134,8                              |
| 2024                               | 35 000,0                           | 26 940,0                           | 129,8                              |

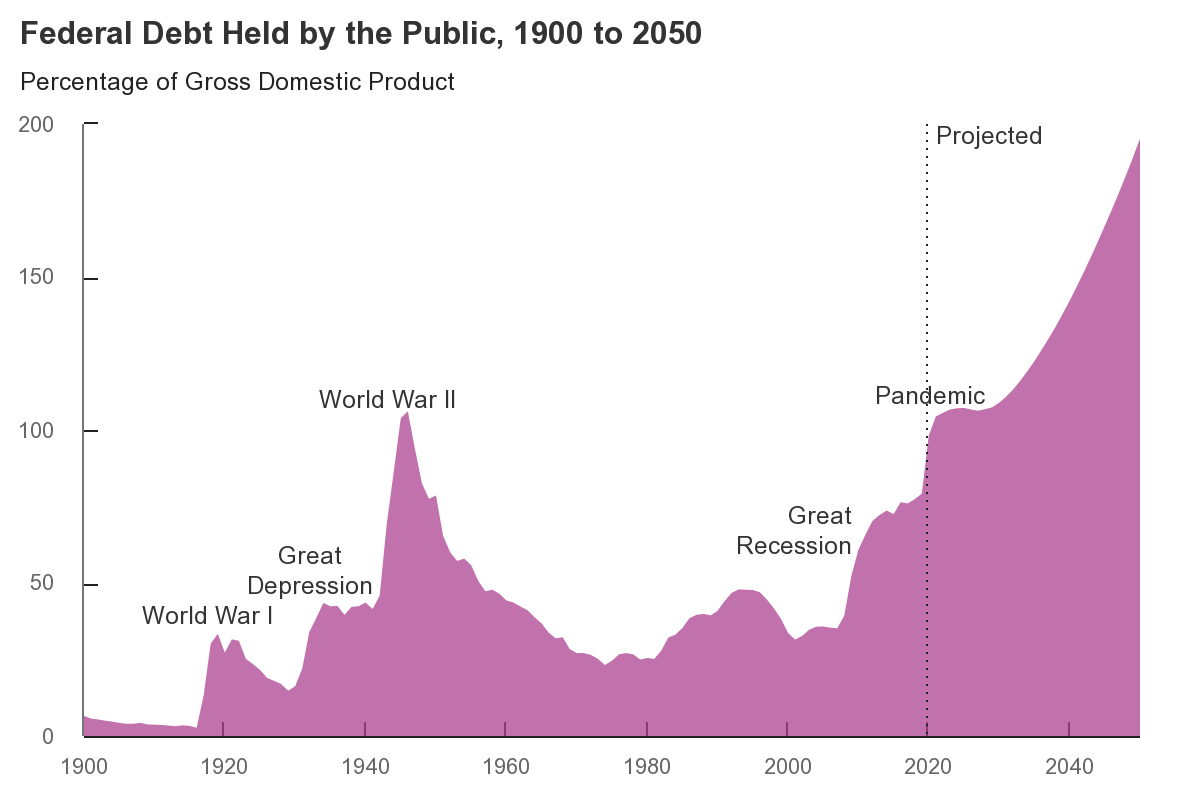
Государственный долг США в процентном отношении к ВВП с 1900 по 2020 год

Соотношение госдолга США с ВВП достигло максимума в 1946 году, что стало следствием массивных военных расходов в период Второй мировой войны. Тогда данный показатель составил 121,2 % ВВП. Однако опережающая динамика роста экономики над ростом госдолга (с середины 1940-х по начало 1980-х годов) позволила сократить данный показатель до уровня 33—36 %.
Статьи расходов годового бюджета США превышают доходы (что приводит к т. н. дефициту бюджета) с конца 1960-х годов. Одной из основных причин роста дефицита государственного бюджета США на рубеже 1960х — 1970х гг. являлись расходы на ведение войны во Вьетнаме. В результате, 1 февраля 1972 года (в ходе обсуждения вопроса о необходимости утверждения конгрессом США дальнейшего повышения уровня государственного долга на 1973 год в сумме 480 млрд долларов — то есть, на 50 млрд больше по сравнению с текущим финансовым годом) министр финансов США Дж. Коннелли во время выступления в бюджетной комиссии палаты представителей признал, что несмотря на утверждённое повышение уровня государственного долга на 50 млрд долларов (которое стало крупнейшим повышением за всё время после окончания второй мировой войны в 1945 году и самым высоким уровнем долга за всю историю страны) после окончания 1973 финансового года правительство США будет вынуждено запросить конгресс о дальнейшем повышении уровня государственного долга.
С 1970 года профицит годового бюджета США был зафиксирован только 4 раза — в 1998—2001 годах.
С 1980-х годов объём государственного долга стал расти намного быстрее экономики. Разрыв между динамикой роста ВВП и роста госдолга увеличился в 2000-х годах.
С 1966 по 2020 год среднегодовой прирост госдолга США составил 8,3 %, а номинального ВВП — 6,3 %.
В апреле 2020 года соотношение федерального долга и ВВП страны достигло 116 % по сравнению со 108 % на конец 2019 года.

### Закон Грэмма — Рудмана — Холлингса
Резкое увеличение государственного долга США во время уже первого президентского срока Рональда Рейгана (почти в 2 раза, с 834 млрд $ в 1980 до 1525 млрд $ в 1986 (в ценах 1982 года)) вызвало озабоченность Конгресса США, результатом которой стало принятие в 1985 году Закона о сбалансированном бюджете и контроле за дефицитом в чрезвычайных условиях (Акт Грэмма — Рудмана — Холлингса). Закон предусматривал ежегодные меры по уменьшению дефицита и достижению сбалансированного бюджета к 1991 году (в дальнейшем этот срок несколько раз продлевался).

### Темпы роста в начале XXI века
16 мая 2011 года министр финансов США Тимоти Гайтнер уведомил Конгресс, что государственный долг страны достиг максимального установленного законом уровня и ему приходится использовать «различные бухгалтерские уловки» в качестве мер для предотвращения дефолта. 15 июля того же года президент Барак Обама заявил, что, если к утру 16 июля Конгресс не увеличит лимит госдолга, США могут объявить технический дефолт. Дело в том, что именно конгресс принимает закон о допустимом уровне госдолга страны. До этого подобные законы принимали без задержек и лишних споров, что происходило в истории США 74 раза. Однако в тот раз администрация демократа Обамы увязла в спорах с республиканцами, которые были тогда большинством в конгрессе.
2 августа, за 12 часов до возможного объявления дефолта, Сенат США всё-таки проголосовал за увеличение госдолга на 2,1 триллиона долларов — до 16,4 триллиона, тем самым дефолт был отложен. Госдолг составил в тот день более 14,3 трлн долларов.
В тот же день Президент успел подписать принятый закон о госдолге, предотвратив технический дефолт. В тот же и на следующий день были размещены новые государственные облигации США на несколько сот миллиардов долларов. Несмотря на договорённость между республиканцами (большинство в Конгрессе) и демократами (президент), «подвешенная» с 16 мая по 2 августа ситуация с увеличением потолка долга привела к нестабильности фондовых рынков из-за опасений дефолта: цена золота ещё 18 июля установила мировой рекорд, превысив 1600 долларов за унцию.
На следующий день, в результате новых заимствований, согласно агентству S&P, государственный долг США превысил валовый внутренний продукт США. Наконец, 4 августа кредитный рейтинг США был понижен S&P с максимального «ААА» до «АА+» с прогнозом «негативный» на фоне проблем с госдолгом и ростом дефицита госбюджета. Впоследствии агентство изменило прогноз на «стабильный».
В очередной раз законодательный предел госдолга США был поднят 30 января 2012 года до нового максимума 16,394 трлн долларов. Однако, к концу года долг достиг 16,432 трлн долларов и 31 декабря, если бы демократы и республиканцы в конгрессе не договорились о снижении дефицита бюджета США на 1,2 триллиона долларов в течение ближайших 10 дней, мог произойти фискальный обрыв. Но в ночь на 1 января 2013 года Конгресс США одобрил Закон «О фискальном обрыве», тем самым отсрочив падение.
На март 2013 года госдолг США на душу населения составлял около 53 тыс. долл./чел., в то время как ВВП на душу населения составлял 51 749 долл. (2012 г.) Данные экономические показатели свидетельствуют о ненулевой вероятности дефолта, но поскольку государство США имеет самый высокий кредитный рейтинг ААА (по оценкам международных рейтинговых агентств Fitch и Moody’s), то соответственно платит маленькие проценты по своему государственному долгу. Государственный долг США на 45 процентов является внешним долгом и номинирован в долларах США — первой в мире валюте по объёму валютных резервов и денежных операций. Благодаря этим и другим факторам вероятность дефолта США практически равна нулю, за исключением чисто технического дефолта.
В конце августа 2017 на штат Техас обрушился ураган Харви, а на Флориду — ураган Ирма, которые имели разрушительные последствия. На их ликвидацию потребовалось выделить экстренное финансирование. Конгрессу с Белым домом пришлось срочно принимать закон о повышении лимита, который позволил бы продолжить заимствования. 8 сентября 2017 года госдолг США впервые в истории превысил отметку в 20 трлн долларов. В этот день президент Д. Трамп подписал закон о временном повышении порога государственного долга страны, который разрешил неограниченные федеральные займы. Таким образом, Америка набрала в долг 10 триллионов долларов всего за восемь лет. Для предыдущих 10 триллионов потребовалось более 100 лет. Несмотря на большой долг, благодаря экстремально низким ставкам Штаты тратят на процентные платежи по своим бумагам не более 300 миллиардов долларов в год и, при сложившихся условиях могут копить долг неопределённо долго. Но если же ставка по 10-летним облигациям вырастет с нынешних 2 % до 4,5 % (базовый прогноз конгресса), то это увеличит стоимость обслуживания до 800—900 миллиардов долларов в год через 7—10 лет, причём на купонные платежи будет уходить до половины налоговой выручки правительства.
В сентябре 2020 года госдолг вырос до 26,9 триллиона долларов.
4 октября 2022 года валовой государственный долг Америки впервые превысил 31 триллион долларов и составил 31,12 трлн долларов. Из них 6,82 трлн — внутриправительственный долг США, ещё 24,29 трлн — публичный долг. По мнению The New York Times — это стало мрачной финансовой вехой, наступившей, когда долгосрочная финансовая картина страны ухудшилась на фоне роста процентных ставок. Нарушение порога, о котором говорится в отчете министерства финансов, произошло в неподходящий момент, поскольку исторически низкие процентные ставки заменяются более высокими затратами по займам, поскольку Федеральная резервная система пытается бороться с быстрой инфляцией. Согласно оценкам Фонда Петерсона, более высокие ставки могут добавить 1 триллион долларов к тратам на выплату процентов. Это сверх рекордных 8,1 трлн долларов долговых расходов, которые Бюджетное управление Конгресса прогнозировало в мае. Выплаты процентов по госдолгу, по мнению The New York Times, могут превысить расходы Соединённых Штатов на национальную оборону к 2029 году. Порог в 31 триллион долларов создал политическую проблему для президента Байдена, который пообещал вывести Соединённые Штаты на более устойчивый финансовый путь и сократить дефицит федерального бюджета на 1 триллион долларов.
Согласно докладу МВФ от июля 2024 года, госдолг США будет постоянно расти и к 2032 году может превысить 140 % ВВП страны, что несет в себе риски и для американской, и для всей мировой экономики. Ранее бюджетное управление конгресса США заявило, что государственный долг страны достигнет 122 % ВВП Соединённых Штатов или 50,7 трлн долларов к 2034 году. Рост этого показателя, по информации The Washington Post, связан с помощью Украине, Израилю и Тайваню, вложениями в промпроизводство и планами действующего президента сократить студенческие займы.
2023
9 мая 2023 года New York Times сообщила, что первая встреча президента США Джо Байдена и спикера Конгресса Кевина Маккарти, посвященная обсуждению подхода к избежанию дефолта США не привела к нахождению общих точек, а оба лидера придерживались своих первоначальных позиций. Байден потребовал, чтобы Конгресс безоговорочно поднял лимит государственного долга США, а Маккарти настаивал, что этот шаг должен сопровождаться ограничением государственных расходов. Байден выразил готовность обсуждать ограничения бюджета, но не под угрозой дефолта.
10 мая 2023 года Дональд Трамп призвал законодателей-республиканцев позволить США объявить дефолт по долгам, если только демократы не согласятся на значительные сокращения государственных расходов.
11 мая 2023 года Министр финансов США Джанет Йеллен подчеркнула, что дефолт настолько сильно подорвет США и мировую экономику, что этот вариант можно считать немыслимым. По её словам, правительство рискует остаться без денег уже в начале июня.
12 мая бюджетное управление Конгресса оценило как значительный риск невыплат правительством США по собственным обязательствам уже в начале июня в случае, если лимит долга повышен не будет. Financial Times отметил, что вмешательство государственного наблюдателя за расходами подтверждает серьёзность предупреждения министра финансов США Джанет Йеллен о возможности дефолта уже 1 июня 2023 года.
28 мая было объявлено, что Джо Байден и Кевин Маккарти заключили предварительное соглашение по повышению потолка госдолга. Президент назвал сделку компромиссом, отметив, что «не все получат то, что хотят».
3 июня президент США Джо Байден подписал закон о приостановке действия потолка госдолга. При этом со 2 января 2025 года лимит будет увеличен.
1 августа 2023 года рейтинговое агентство Fitch понизило долгосрочный рейтинг США в иностранной валюте с AAA до AA+. Снижение было связано с ожидаемым ухудшением состояния бюджета в течение следующих трёх лет, а также с высоким и растущим бременем государственного долга. По мнению Fitch, за последние 20 лет наблюдалось неуклонное ухудшение стандартов управления, в том числе по фискальным и долговым вопросам, которое не улучшилось несмотря на соглашение о приостановке лимита долга до января 2025 года, получившее поддержку обеих партий.
5 сентября 2023 года госдолг США превысил историческую отметку в 31.1 триллион долларов. 18 сентября 2023 года общая сумма госдолга составила $33,04 трлн.
2024
В январе 2024 года госдолг США превысил $34 трлн., а 29 июля достиг отметки в $35 трлн и продолжал стабильный рост. 15 ноября 2024 года сумма госдолга превысила $36 трлн, увеличившись на $1 трлн за три с половиной месяца.

Министр финансов США Д. Йеллен заявила, что в 2025 году минфин страны будет вынужден принять экстренные меры, чтобы избежать возможного дефолта.
2025
В апреле 2025 года Минфин США сообщил, что госдолг США увеличился до $36,6 трлн, что составляет более 122 % ВВП страны. На этом фоне рейтинговое агентство Moody's в мае 2025 понизило долгосрочный кредитный рейтинг США с ААА до АА1 (прогноз «стабильный»).

## Структура
Структура госдолга США по состоянию на январь 2019 года.
Общий госдолг: 21 959 миллиардов, в том числе:
- долг перед различными лицами: 16 108 миллиардов;
- внутригосударственный долг: 5851 миллиард.

| Крупнейшие иностранные кредиторы США (окт. 2018) | Крупнейшие иностранные кредиторы США (окт. 2018) | Крупнейшие иностранные кредиторы США (окт. 2018) |
| Страна                                           | Млрд долларов                                    | %                                                |
| ------------------------------------------------ | ------------------------------------------------ | ------------------------------------------------ |
| Китай                                            | 1138,9                                           | 18,37 %                                          |
| Япония                                           | 1018,5                                           | 16,43 %                                          |
| Бразилия                                         | 313,9                                            | 5,06 %                                           |
| Ирландия                                         | 287,3                                            | 4,63 %                                           |
| Великобритания                                   | 263,9                                            | 4,26 %                                           |
| Люксембург                                       | 225,4                                            | 3,64 %                                           |
| Швейцария                                        | 225,2                                            | 3,63 %                                           |
| Каймановы острова                                | 208,2                                            | 3,36 %                                           |
| Гонконг                                          | 185,0                                            | 2,98 %                                           |
| Саудовская Аравия                                | 171,3                                            | 2,76 %                                           |
| Бельгия                                          | 169,7                                            | 2,74 %                                           |
| Тайвань                                          | 162,3                                            | 2,62 %                                           |
| Индия                                            | 138,2                                            | 2,23 %                                           |
| Сингапур                                         | 133,0                                            | 2,15 %                                           |
| Республика Корея                                 | 111,1                                            | 1,79 %                                           |
| Франция                                          | 109,4                                            | 1,76 %                                           |
| Канада                                           | 101,9                                            | 1,64 %                                           |
| Германия                                         | 77,5                                             | 1,25 %                                           |
| Таиланд                                          | 65,3                                             | 1,05 %                                           |
| Бермудские острова                               | 62,2                                             | 1,00 %                                           |
| Норвегия                                         | 61,3                                             | 0,99 %                                           |
| Объединённые Арабские Эмираты                    | 57,7                                             | 0,93 %                                           |
| Кувейт                                           | 44,1                                             | 0,71 %                                           |
| Швеция                                           | 43,4                                             | 0,70 %                                           |
| Нидерланды                                       | 43,0                                             | 0,69 %                                           |
| Мексика                                          | 41,5                                             | 0,67 %                                           |
| Польша                                           | 40,0                                             | 0,65 %                                           |
| Италия                                           | 39,6                                             | 0,64 %                                           |
| Австралия                                        | 38,9                                             | 0,63 %                                           |
| Испания                                          | 35,3                                             | 0,57 %                                           |
| Ирак                                             | 31,1                                             | 0,50 %                                           |
| Израиль                                          | 30,8                                             | 0,50 %                                           |
| Остальные                                        | 524,7                                            | 8,46 %                                           |
| Всего                                            | 6199,6                                           |                                                  |

По состоянию на 2020 год около 30 % госдолга США находится на балансе федеральных агентств, прежде всего Фонда социального страхования. Оставшаяся часть закреплена за публичными структурами. Крупнейшая из публичных групп представлена международными кредиторами. По данным на март, на них приходится почти 4,3 трлн долларов. Наибольший объём — у Японии и Китая, 1,27 трлн и 1,08 трлн, соответственно.

## Расчёты по долгу
В 2019 году США заплатили 567 млрд долларов процентных расходов по госдолгам (17 % доходов бюджета). Средняя процентная ставка составила 2,5 %. По состоянию на 2020 год уровень долга заметно вырос, но процентные ставки при этом уменьшились. В марте 2020 года ФРС снизила ключевую ставку с 1,75 % до 0,25 %. Вместе с fed funds rate уменьшилась и стоимость обслуживания долга. К примеру, за год доходность 10-летних Treasuries опустилась с 2,4 % до 0,7 % годовых.

#### Обслуживание долга
«Сейчас (2025) правительство тратит на обслуживание долга больше, чем финансирует Пентагон».

## Счётчики долга

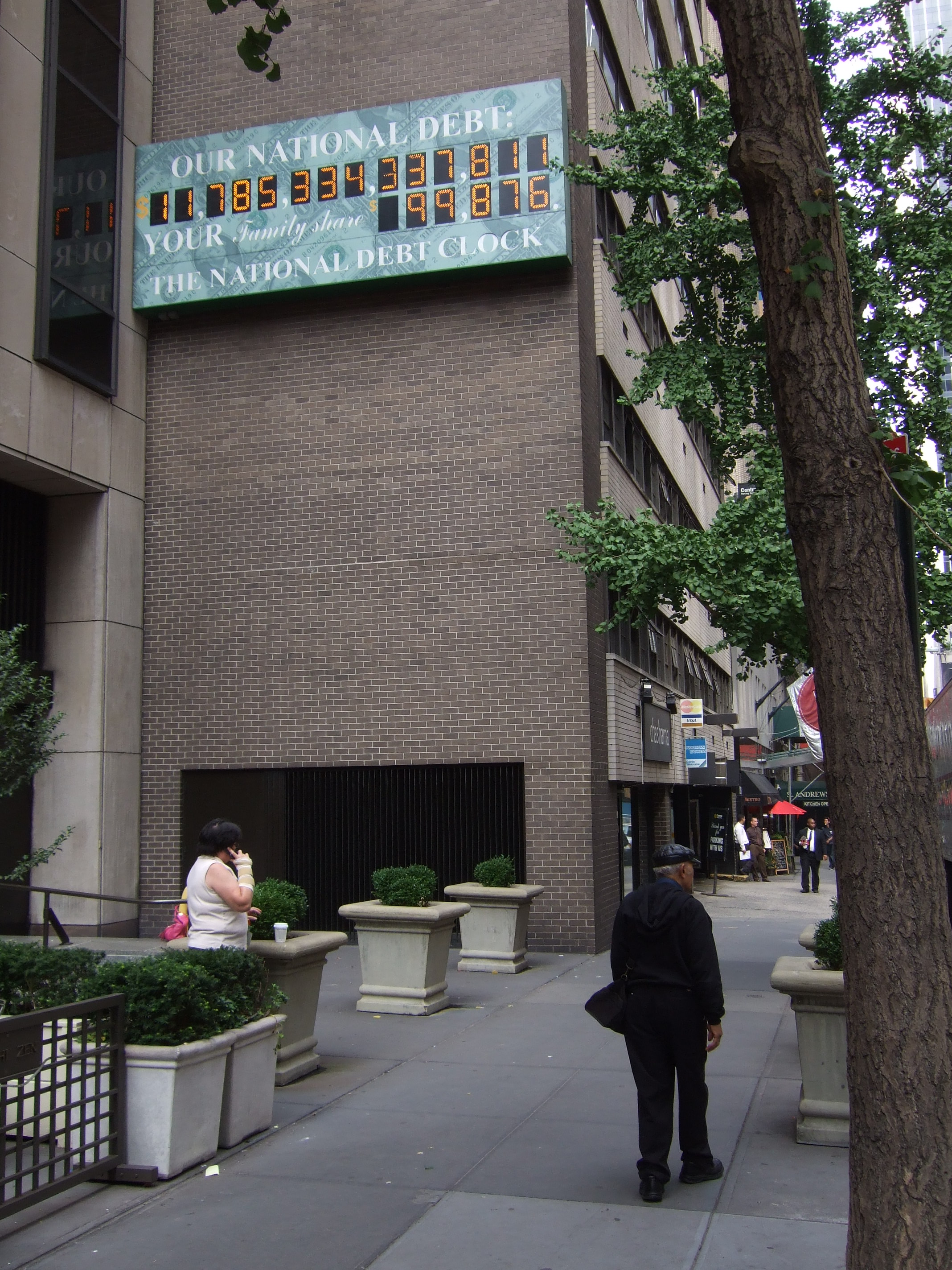
Счётчик государственного долга в конце 2009 года

Компанией Durst Organization в центральном районе Нью-Йорка в 1989 году на всеобщее обозрение был вывешен счётчик национального долга США. В 2004 году счётчик был демонтирован, и позже его обновлённая версия была установлена поблизости.
Существует множество сайтов, отображающих размер госдолга США, в том числе созданных в правительственных органах. (US Debt Clock.)